# 太宰府少年少女うたい隊
太宰府少年少女うたい隊（だざいふしょうねんしょうじょうたいたい）は、2007年12月7日に結成された太宰府市初の児童合唱団。

## 概要
東京音楽大学出身で、太宰府市でピアノ教室を開いていた村上美穂は、2006年2月のコンサートに合わせて結成された合唱団の指導を行なっていた。コンサート終了後も合唱団メンバーの児童が継続を希望したことから、正式な合唱団として立ち上げられ、2007年12月に「太宰府少年少女うたい隊」として発足した。